# Ángela Pérez Baraquio
Angela Perez Baraquio Grey (Honolulu, Hawái, 1 de junio de 1976) es una modelo, educadora y política estadounidense. Fue coronada como Miss América 2001 el 14 de octubre de 2000 en Atlantic City, Nueva Jersey.
Una católica políticamente conservadora, Baraquio ha estado públicamente activa apoyando a políticos republicanos y militando en contra del aborto. Desde 2004, Baraquio ha sido coanfitriona del programa de televisión hawaiano Living Local with the Baraquio.

## Vida personal
Sus padres son naturales de Pangasinán, Filipinas. Se graduó de Moanalua en el High School en junio de 1994 como magna cum laude. Asistió a la Universidad de Hawái en Manoa, donde se graduó en mayo de 1999 con una licenciatura en Educación Primaria. Desde agosto de 1999 a junio de 2000, era miembro del cuerpo docente en la Sagrada Familia en la Academia Católica de Salt Lake de la subdivisión de Honolulu. Enseñaba educación física, fue directora de deportes y entrenadora de baloncesto, voleibol y pista, también fue directora de coro en la iglesia de San Agustín en Waikiki. Obtuvo su Maestría en Administración Educativa en la UH en diciembre de 2004. Baraquio ha trabajado como portavoz de First Hawaiian Bank y First Hawaiian Centro. Hoy en día, Ángela y su familia viven en Anaheim, California, es una oradora motivacional y también está escribiendo su primer libro. Recientemente regresó a la Universidad de Hawái para una maestría de administración educativa, un requisito previo para ejercer en la administración de una escuela pública de Hawái.